# Мроча
Мроча (пол. Mrocza)  —  город  в Польше, входит в Куявско-Поморское воеводство,  Накловский повят. Имеет статус городско-сельской гмины.
Занимает площадь 4,32 км2. Население — 4181 человек (на 2004 год).